# توم مارشال (لاعب اتحاد الرغبي)
توم مارشال (بالإنجليزية: Tom Marshall)‏ هو لاعب اتحاد الرغبي نيوزيلندي، ولد في 5 يوليو 1990 في أوكلاند في نيوزيلندا.

## وصلات خارجية
- توم مارشال على موقع دوري الرغبي الممتاز (الإنجليزية)
- توم مارشال عل موقع إسبنسكروم (الإنجليزية)
- توم مارشال على موقع ItsRugby.co.uk (الإنجليزية)